# The Ghost and the Darkness
The Ghost and the Darkness (bra: A Sombra e a Escuridão) é um filme produzido pela Paramount Pictures e estrelado por Val Kilmer e John Kani.

## Sinopse
Inspirado na história real dos incidentes de Tsavo, em 1898. No final do século XIX acontece a disputa entre franceses, alemães e britânicos para tomarem posse do continente africano. Estando em vantagem, os britânicos encarregam o engenheiro britânico John Patterson (Val Kilmer) para supervisionar a construção da ponte que passa acima do rio Tsavo.
Naquele lugar, dois leões começam a atacar os operários. Os leões eram tão agressivos que alguns dos nativos deduziram que eles não eram animais e sim espíritos dos curandeiros mortos  que vieram para aterrorizar o mundo, enquanto outros pensavam que eram o demônio que havia vindo para impedir o avanço do progresso. As feras são batizadas de Sombra e Escuridão. Diante dos ataques e contando com a ajuda do caçador Remington (Michael Douglas), o engenheiro se lança numa missão desesperada para dar fim aos animais.

## Elenco
- Val Kilmer .... John Patterson
- John Kani .... Samuel
- Michael Douglas .... Charles Remington
- Bernard Hill .... Dr. Hawthorne
- Brian McCardie .... Starling
- Emily Mortimer .... Helena Patterson
- Om Puri .... Abdullah
- Tom Wilkinson .... Beaumont
- Henry Cele .... Mahina

## Prêmios e indicações
- Oscar:  Venceu na categoria de Melhor edição de som

- BAFTA:  Indicado nas categorias de Melhor Filme e Melhor Diretor.

- Globo de Ouro

Venceu:
- Melhor Trilha Sonora

Indicado:
- Melhor Filme - Drama
- Melhor Diretor